# Karin Prohaska
Karin Prohaska (* 1945 in Harthau) ist eine deutsche Schlagersängerin, die in der DDR sehr populär war.

## Leben
Geboren wurde sie als Karin Herold. Sie besuchte in Karl-Marx-Stadt die EOS und spielte und sang dort in einer Schülerband. Nach dem Abitur wurde ihr musikalisches Talent entdeckt und sie wurde zu Studioaufnahmen nach Berlin eingeladen. Gleich ihr erster Titel Bis zur Hochzeit ist alles wieder gut entwickelte sich zu einem Riesenhit. Er belegte Platz 1 der Jahreshitparade der DDR im Jahre 1965. Der zweite Schlager Ich such mir meinen Bräutigam alleine aus platzierte sich auch in den Top Ten. Daraufhin entstand die westdeutsche Version mit der Engländerin Helen Shapiro. Karin Prohaska war auch mit den folgenden Aufnahmen so erfolgreich, dass ihre Schallplatten in Ost und West veröffentlicht wurden.
1969 zog sie sich aus dem Musikgeschäft zurück, ging mit ihrem Mann einige Jahre nach Moskau und arbeitete danach als Verwaltungsleiterin.
Nach der Wende sind viele ihrer Schlager auf verschiedenen CDs erschienen.

## Diskographie
- Ich such mir meinen Bräutigam alleine aus, 1965 Amiga 450 501
- Ein Wiedersehen am Wochenend, 1965 Amiga 450 501
- Bis zur Hochzeit ist alles wieder gut, 1965 Amiga 450 507
- Schleich nicht wie die Katze um den heißen Brei, 1966 Amiga 450 535
- Jung gefreit hat nie gereut, 1966 Amiga 450 535
- Oft kommt unverhofft, 1966 Amiga 450 567
- Du bist der Mann, 1966 Amiga 450 586
- Spiel nicht mit dem Feuer, 1966 Amiga 450 586
- Junges Glück im April, 1968 Amiga 450 657
- Man küsst nur, wenn man liebt, 1968 Amiga 450 675
- Die Schönsten Souvenirs, 1968

## Rundfunkproduktionen
- Bis zur Hochzeit ist alles wieder gut, 19. November 1964
- So jung und verliebt, 19. Januar 1965
- Schiebe die Liebe nicht auf die lange Bank, 8. Februar 1965
- Ich such mir meinen Bräutigam alleine aus, 16. Mai 1965
- Ein Wiederseh'n am Wochenend, 16. Mai 1965
- Ich bin dabei, 16. Mai 1965
- Jung gefreit hat nie bereut, 12. Oktober 1965
- Schleich nicht wie die Katze um den heißen Brei, 15. Oktober 1965
- Glück und Glas, 26. Oktober 1965
- Oft kommt unverhofft, 20. April 1966
- Spiel nicht mit dem Feuer, 9. Juni 1966
- Du bist der Mann, 26. August 1966
- Ohne Liebe geht es nicht, 22. Dezember 1966
- Lass ihn, 17. Januar 1967
- Junges Glück im April, 18. Januar 1967
- Geh doch, 22. April 1967
- Jeder Taler hat immer zwei Seiten, 30. Mai 1967
- Man küsst nur, wenn man liebt, 17. Januar 1968
- Die Schönsten Souvenirs, 10. September 1968
- Hätt ich einen fliegenden Teppich, 9. April 1969
- Zwei Gaslaternen, 18. September 1969